# Рубіновий Магарача (вино)
Рубі́новий Магарача́ — столове червоне марочне вино з винограду сорту Рубіновий Магарача з додаванням до 30 % Каберне Совіньйон і Сапераві, що вирощується в Передгірному дослідному господарстві Інституту виноградарства і виноробства «Магарач». Виробляється з 1968 року.
Колір вина від рубінового до темно-рубінового. Спирт 12 % об., цукор не більше 0,3 г/100 см3, титруєма кислотність 5—6 г/дм3.

## Виготовлення
Для вироблення вина виноград збирають при цукристості не нижче 20 %, дроблять з гребневідділенням. Виноматеріали готують бродінням мезги з плаваючою «шапкою» з 3—4-разовим перемішуванням на добу. У разі недостатньої екстрактивності після бродіння вино настоюють на меззі не більше 3—6 діб. Витримують 3 роки: спочатку в бочках, потім в дубових бутах в підвалах при температурі 14 °—18 °С і частих доливках. На 1-му році проводять егалізацію або купаж, обклеювання та обробку холодом. Всі операції супроводжують переливкою з сульфітацією SO2 до 20 мг/дм3. На 2-му і 3-му роках проводять 1—2 переливки з невеликою сульфітацією. Рекомендується гарячий розлив при температурі 55 °—60 °С.